# Bombylius ovatus
Bombylius ovatus är en tvåvingeart som beskrevs av Hall 1976. Bombylius ovatus ingår i släktet Bombylius och familjen svävflugor. Inga underarter finns listade i Catalogue of Life.